# Serrasalmus nalseni
Serrasalmus nalseni es una especie de pez de la subfamilia de los "caribes" o "pirañas" endémica de Venezuela, muy rara y descrita por Fernández-Yépez (1969).

## Hábitat
Habita principalmente ríos de aguas "negras" o "morichales" en la región oriental de Venezuela (estados Estado Anzoátegui y Monagas). En ríos (Uracoa y Morichal Largo) que drenan al Delta del río Orinoco. 

## Descripción
El cuerpo es alto o profundo algo comprimido. La cabeza moderada y chata, plateada con el iris plateado-amarillento atravesado por una banda negra vertical, región mandibular y opercular roja. El cuerpo es romboidal, de color plateado-verdoso, lateralmente cubierto con numerosas manchas redondas más evidentes hacia la región ventral. La mancha por encima de la aleta pectoral más grande y difusa. La región ventral (abdomen) sin manchas y con tonalidades rojizas. Aletas incoloras y transparentes en juveniles. En los adultos bastantes oscuras. Aleta adiposa negra. La aleta anal roja combinada con una banda basal negra. Aleta caudal con una banda negra en su base (pedúnculo caudal) que se extiende aproximadamente 80% de la aleta caudal. Región distal más clara.

## Comportamiento
Son peces solitarios, predadores, principalmente consumen otros peces más pequeños, larvas de insectos acuáticos y crustáceos (camarones). Sin embargo juveniles y adultos tempranos comen aletas de otros peces (pterigiofagia).
Existen otras especies con la cual puede confundirse como Serrasalmus rhombeus, sin embargo esta última especie posee una doble banda en la aleta caudal (terminal y proximal) y el cuerpo es más grande y robusto.